# 邢洛書
邢洛書（1767年—1824年），字範九，號龍圖，山東海陽縣夏村鎮（今屬乳山市）桑行埠村人。清朝將領。
乾隆五十三年（1788年）中武舉人，授地安門把總。嘉慶元年（1796年）中式丙辰科三甲第六名武進士，授官藍翎侍衛。歷任淮安府都司、南贛鎮遊擊、河標遊擊，升海州營參將、河標副將，官至徐州鎮總兵。為官勤敏通達，尤精河務，道光四年（1824年）八月十五日因病卒官。其棺歸葬故里時，泣送者眾多。墓在桑行埠西北。咸豐初，朝廷降旨，重修其墓。